# هنري روث
هنري روث (بالإنجليزية: Henry Roth)‏‏ (8 فبراير 1906 - 13 أكتوبر 1995 في ألباكركي) روائي من الولايات المتحدة.
اشتهر روث بتعبيره عن معاناة رجل الشارع الأمريكي البسيط، وكفاحه اليومي من أجل الحياة، ومع انه لم يقدم في حياته الطويلة سوى روايتين بينهما فاصل زمني يصل إلى ستين عاماً إلا أنه حظي بشهرة واسعة في الستينيات الميلادية بسبب روايته الأولى «صحوة النوم» التي كتبها عام 1934م لكنها لم تحظ باهتمام إلا في الستينيات، حيث زادت مبيعاتها على مليون نسخة، فيما ظهرت روايته الثانية «نجمة تسطع على جبل موريس بارك» عام 1994م.

## الجوائز
- جائزة نونينو الدولية  [لغات أخرى]‏

## روابط خارجية
- هنري روث على موقع IMDb (الإنجليزية)
- هنري روث على موقع الموسوعة البريطانية (الإنجليزية)
- هنري روث على موقع إن إن دي بي (الإنجليزية)